# マルチアスリート
『マルチアスリート』は、2つ以上の異なるスポーツで活躍した選手や各プロリーグに出場した選手を指す。

## 具体例
- メジャーリーグベースボールとナショナルフットボールリーグの両方の試合に出場した選手の一覧
- メジャーリーグベースボールとナショナルバスケットボールアソシエーションの両方の試合に出場した選手の一覧

| サブスタブ | この項目は、まだ閲覧者の調べものの参照としては役立たない、書きかけの項目です。この項目を加筆・訂正などしてくださる協力者を求めています。このテンプレートは分野別のサブスタブテンプレートやスタブテンプレート（Wikipedia:分野別のスタブテンプレート参照）に変更することが望まれています。 |